# Andrzej Borecki

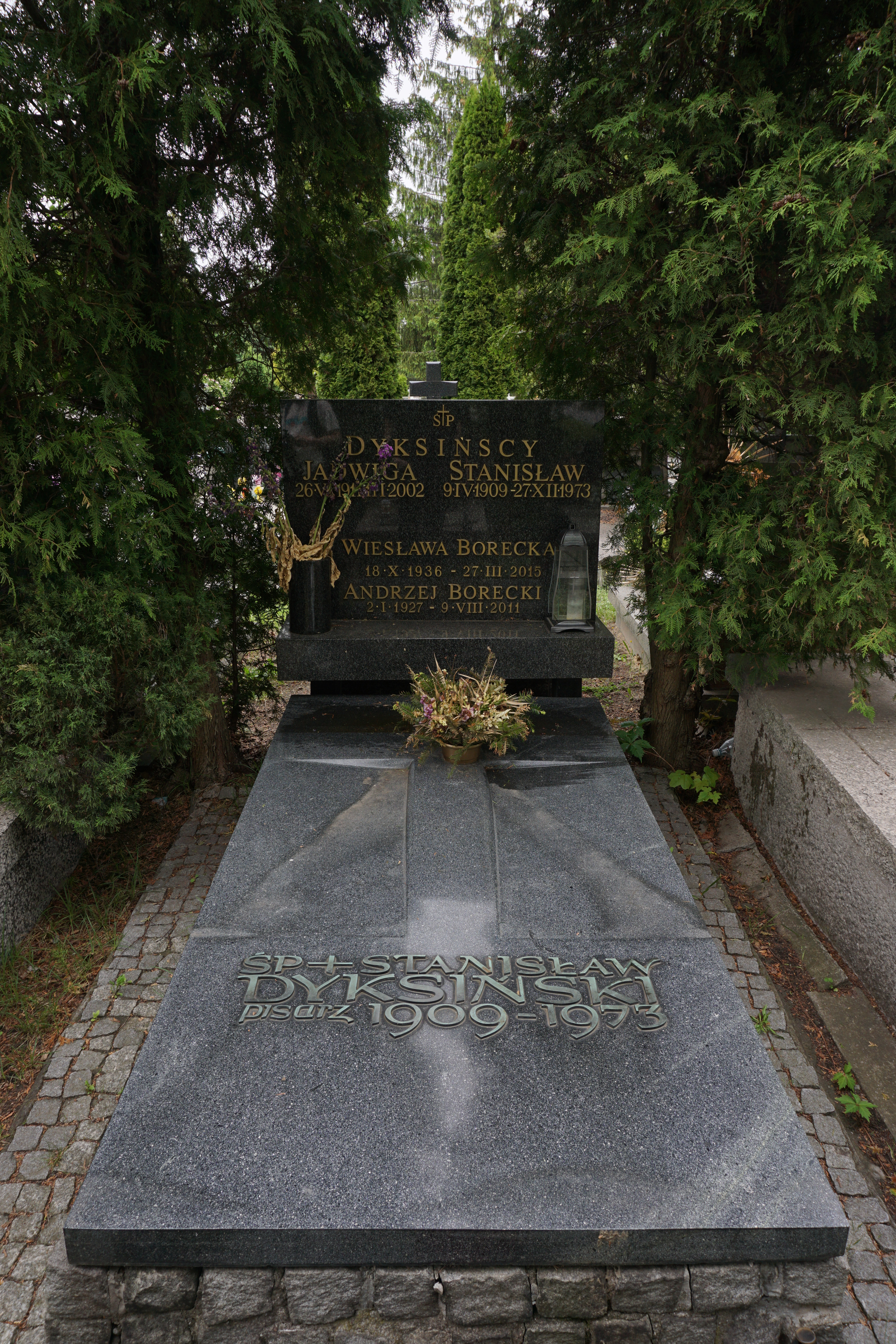
Grób Andrzeja Boreckiego na cmentarzu komunalnym Północnym

Andrzej Ludwik Borecki (ur. 2 stycznia 1927 w Warszawie, zm. 9 sierpnia 2011 tamże) – polski architekt, grafik i scenograf.

## Życiorys
Pracę w filmie zaczął od Człowieka z M-3. Debiutował jako samodzielny scenograf w 1973 filmem Ciemna rzeka. Był autorem scenografii do ok. 40 filmów fabularnych oraz do seriali telewizyjnych, m.in. Jan Serce z 1978.
Miał córkę Agatę z małżeństwa z aktorką Aliną Janowską.
Został pochowany na cmentarzu Północnym w Warszawie.

## Wybrana filmografia
- Ciemna rzeka
- Cudzoziemka
- Dolina Issy
- Urodziny młodego warszawiaka